# スッペシャル ジェネレ〜ション
「スッペシャル ジェネレ〜ション」は、Berryz工房の6枚目のシングル。2005年3月30日にアップフロントワークス（PICCOLO TOWNレーベル）から発売された。

## 概要
- 曲名や歌詞で用いる『スッペシャル』は、後にハロー!プロジェクト全体とファンの間で『スペシャル』の言い方に発展した。
- 初回仕様にはトレカサイズのハロプロフォトカード1種とイベント参加券が封入されている。
- シングル・アルバム通じて自身初のオリコンTOP10入りを果たした[1]。
- センターは夏焼雅、嗣永桃子。メインボーカルは夏焼雅、菅谷梨沙子、嗣永桃子、熊井友理奈である。
- 2007年12月5日に発売されたコンピレーションアルバム『つんく♂ベスト作品集（下）「シャ乱Q〜モーニング娘。」〜つんく♂芸能生活15周年記念アルバム〜』に収録されており、付属のブックレットにはこの曲のパート割りが記載されている。

## 収録曲
全作詞・作曲：つんく
1. スッペシャル ジェネレ〜ション [4:03]
編曲：馬飼野康二
2. 恋してる時はいつも… [4:45]
編曲：鈴木Daichi秀行
3. スッペシャル ジェネレ～ション (Instrumental) [4:06]

## 参加ミュージシャン
スッペシャル ジェネレ〜ション
- プログラミング：馬飼野康二
- ギター：鈴木俊介
- ベース：小松秀行
- パーカッション：飯田ヒロシ
- オルガン：山尾正人
- コーラス：つんく・竹内浩明・AMAZONS(大滝裕子・斉藤久美・羽田智子)

恋してる時はいつも…
- 全ての楽器：鈴木Daichi秀行
- コーラス：竹内浩明